# 京王線刺傷事件
京王線刺傷事件（けいおうせんししょうじけん）は、2021年（令和3年）10月31日に東京都調布市を走行中の京王電鉄京王線車内で発生した殺人未遂事件。

## 概要
2021年10月31日20時頃、東京都調布市を走行中の特急列車の車内で、乗客の24歳の男が刃物で他の乗客を切りつけた上、液体を撒いて放火し、18人が重軽傷を負った。刺された1名は、一時意識不明の重体に陥ったがのちに回復した。16名は、火災による煙を吸って喉の痛みを訴えた。その後、1名が負傷者に追加された。犯人の男は殺人未遂で警視庁に現行犯逮捕された。
男は、本事件前の2021年8月6日に発生した小田急線刺傷事件を参考にしたと供述している。これら一連の事件を受け、国土交通省は鉄道事業者に対し、新規の全車両において防犯カメラの設置を義務付け、既存の車両についても追加で設置することを推奨する方針を固めた。

## 事件状況
事件が発生した京王八王子発新宿行特急0082列車の3号車に、男は調布駅から乗車した。19時54分に電車が調布駅を発車した直後、男は3号車に乗車していた72歳の乗客の男性の目に殺虫剤を噴きかけ、右胸をバッグに隠し持っていた刃渡り約30センチの刃物で刺した。
電車が調布駅の次である布田駅を通過した後の19時56分頃、乗客によって車内非常通報装置を通じて通報が行われた。しかし、車掌が通話機能を通じて乗客に応答を求めるも聞き取れず、状況を把握することができなかった。男はその後、車両前方の5号車（8505号車）へ移動し、所持していた複数の2リットルペットボトル容器に入れられたライター用のオイルを撒いてライターで着火し、さらに殺虫剤スプレーにも引火させた。この火災によって車内で火災を感知する装置が作動し、座席が燃えた。電車は布田駅の次である国領駅で緊急停車したが、停車位置がずれた上に車両のドアとホームドアが開かなかったため、乗客が窓を開けホームドアを乗り越えて避難する事態となった。なお、後の国交省などとの緊急会議の中で、本事件で車掌がドアを開放しなかったことについて京王電鉄の担当者は、「窓から避難中の乗客がホームドアに足を掛けるなどしており、開けるのが危険な状況だった」と説明した。また、自社の規定に照らして「やむを得ない判断だった」との見解を示した。
なお、一時の報道では塩酸のような液体が撒かれたとの情報が出たが、警視庁は「そうした事実は確認していない」と答えている。
警視庁は殺人未遂の現行犯で男を逮捕し、調布警察署に捜査本部を設置した。男は警察の調べに対し「小田急線の刺傷事件を参考にした。小田急線の事件ではサラダ油で火が着かなかったので、ライターオイルを使った」などと供述した。2021年11月22日、警視庁は女性ら複数の乗客にオイルをまいた上、火をつけたとして殺人未遂と現住建造物等放火容疑で男を再逮捕した。
2022年3月11日、東京地検立川支部は男を殺人未遂・銃刀法違反・現住建造物等放火の罪で起訴した。2023年7月31日、東京地方裁判所立川支部は被告の男に懲役23年(求刑25年)の判決を言い渡した。刺された乗客以外の放火による乗客12人への殺人未遂罪について、うち10人については同罪が成立すると判断し、残る2人は当時の車両内での位置関係などから成立を認めなかった。その後、控訴期限の8月14日までに被告人側、検察側の双方が控訴しなかったため、判決が確定した。

### 消防機関の対応
事件についての通報を受け、管轄する東京消防庁は20時01分に本件を覚知。上述の放火によって発生した火災は、20時49分に鎮圧。21時40分までに鎮火を確認した。化学機動中隊などの特殊部隊を含め45隊が出場し、活動を展開した。総務省消防庁では、同日、国民保護・防災部長を長とする消防庁災害対策本部を設置（第2次応急体制）して情報収集を開始した。

### 列車運行への影響
事件発生直後から、井の頭線を除く京王線・高尾線・相模原線の全線で運転を見合わせ、「京王ライナー」は事件時刻後に運行予定の全列車の運休を決定、さらに直通運転先の都営新宿線も終日直通運転を中止した。その後、運転見合わせ区間は京王線の飛田給駅 - つつじヶ丘駅間・相模原線の調布駅 - 若葉台駅間に縮小されたが、約5時間に渡って一部区間で運転見合わせの状態が続いた。全線での運転再開は、翌11月1日の1時18分となった。なお、1日は早朝の初電から全線で通常通りの運行となった。

## 模倣した事件
2021年11月8日、京王線での事件を模倣した放火未遂事件が九州新幹線で発生した。11月8日午前9時前、熊本駅と新八代駅の間を走行中の九州新幹線下り「さくら401号」3号車の車内で、乗客の69歳の男がオイルを床に撒き、紙にライターで着火し床に置いたが、火は燃え広がらずすぐに消えた。車内で非常ベルが鳴らされたため列車はただちに緊急停車し、火災発生を知らせるアナウンスが行われた後に新八代駅まで移動し、男は放火未遂の現行犯で逮捕された。この事件による負傷者はなかった。男は熊本県警察の調べに対し「京王線のニュースを見て真似しようと思った」と供述した。同年11月29日に威力業務妨害で起訴され、2022年5月24日に熊本地方裁判所は被告人の男に対し懲役2年6か月・執行猶予4年（保護観察付き）の有罪判決を下した。

## 事件の余波・対策
国土交通省は2021年11月2日に、JR各社や大手私鉄の安全統括管理者との緊急会議をオンラインで開催し、再発防止対策を話し合った。会議では「車内で複数の非常通報装置が作動した場合は、通話なしでも最寄り駅などで停車する」「列車のドアとホームドアの位置にずれがあっても、緊急時はドアを開けて乗客の避難誘導をする」ことなどの原則が示された。

### 警備の強化
本事件を受けて京王電鉄は、「京王ライナー」で警備員1人を配置して、巡回に当たることとした。また、小田急電鉄やJR東日本、ゆりかもめなどでは防刃手袋や盾の車内配備を急ぐこととし、社員や警備会社の警備員による警戒強化に取り組むことが明らかにされた。手荷物検査の導入も検討されたが、乗車までに時間がかかってしまうことから見送られた。
また犯人がハロウィンの夜に仮装をして起こした事件であったことを踏まえ、翌年10月にコスプレ乗車を控えるよう乗客に求めた。
また、京成電鉄についても事件が相次いでいることを鑑みて、テロ対策も兼ねる形で特急「スカイライナー」「モーニング・イブニングライナー」に警備員を常備することを決定、人件費確保のためライナー券の料金が1250円から1300円に値上がりした。

### 非貫通編成の廃止
京王電鉄は非貫通編成を2026年度までに全廃する方針を固めた。これに伴い、5000系および2000系の増備を進め、非貫通部分のある7000系を順次廃車する方針である。
また名古屋鉄道は、増備中の9500系・9100系の設計を2024年度新造分から変更し、先頭車の貫通扉の位置を中央部に変更し、連結時には常時通り抜けが可能な構造とする。

## 関係報道
2021年10月に起きた京王線刺傷事件で「京王線事件はやらせ」というデマが拡散されていたが、これに対し日野市議会議員の池田利恵自身もSNSで映像の信ぴょう性に疑問を抱くような内容を投稿していた。そのことがテレビ情報番組「スッキリ」で報道され、司会者の加藤浩次は実際の事件を作り物だとすることが考えられないと評した。池田への取材に対する回答は放映時までになかったが、同番組の調べでは池田の投稿に400人以上が反応し、40人がネット上で拡散していた。

## 映像化
- ザ!世界仰天ニュース『京王線刺傷事件の真実！ジョーカーと呼ばれた犯人はなぜ電車で犯行を行ったのか？』[36]